# Ликовщина
Ли́ковщина (рос. Лыковщина, ерз. Лыковщина) — присілок у складі Ромодановського району Мордовії, Росія. Входить до складу П'ятинського сільського поселення.

## Населення
Населення — 84 особи (2010; 133 у 2002).
Національний склад (станом на 2002 рік):
- росіяни — 94 %